# موهاوه (کالیفرنیا)
موهاوه (به انگلیسی: Mojave) یک منطقهٔ مسکونی در ایالات متحده آمریکا است که در شهرستان کرن، کالیفرنیا واقع شده‌است. موهاوه ۱۵۱٫۱۹۱ کیلومتر مربع مساحت و ۴٬۲۳۸ نفر جمعیت دارد و ۸۴۲ متر بالاتر از سطح دریا واقع شده‌است.